# Erik Forsgren
Erik Forsgren (* 16. Februar 1987 in Östersund) ist ein schwedischer Biathlet.
Erik Forsgren lebt in Sollefteå und trainiert in der schwedischen Biathlon-Hochburg Östersund. Er begann 2000 mit dem Biathlonsport und startet für Tullus SG. 2006 bestritt er in Presque Isle seinen ersten internationalen Wettbewerb und wurde mit Tobias Arwidson und Fredrik Lindström als Schlussläufer der Staffel Vierter. Ein Jahr später kamen in Martell die Ränge 62 im Einzel, 39 im Sprint, 54 in der Verfolgung elf mit der Staffel hinzu. Letztmals startete Forsgren 2008 in Ruhpolding bei einer Junioren-WM. Im Einzel belegte er den 16., im Sprint den 35. und in der Verfolgung den 53. Platz. Mit der Staffel kam er mit Arwidson, Pontus Olsson und Ted Armgren auf den 14. Platz. Es folgte die Teilnahme an den Biathlon-Europameisterschaften 2008 in Nové Město na Moravě, wo der Schwede zunächst bei den Einzelrennen der Junioren an den Start ging. Im Einzel wurde er 34., 43. des Sprints und 24. der Verfolgung. Für das Staffelrennen wurde er in die schwedische Männerstaffel berufen und wurde an der Seite von Jörgen Brink, Sebastian Wredenberg und Arwidson 12. Seit 2009 kommt Forsgren auch im IBU-Cup zum Einsatz. Sein erstes Rennen bestritt er hier zum Saisonauftakt in Idre und wurde 127. eines Sprints. Schon beim nächsten Rennen, erneut einem Sprint an selber Stelle, konnte er 57. werden. In Altenberg gewann er im weiteren Verlauf der Saison als 39. einem Sprints erste Punkte in der zweithöchsten Rennserie.